# Deuterarcha xanthomela
Espèce
Deuterarcha xanthomela est une espèce de lépidoptères de la famille des Crambidae, originaire d'Australie.